# Hiʻiaka (lune)
Pour les articles homonymes, voir Hiʻiaka.
Hiʻiaka, officiellement désignée comme (136108) Hauméa I Hiʻiaka, est un satellite naturel de la planète naine (136108) Hauméa, découvert en janvier 2005. Jusqu'au 17 septembre 2008, il était connu par sa désignation provisoire, S/2005 (136108) 1.

## Caractéristiques
Hiʻiaka est un petit corps d'environ 310 km de diamètre.
Il orbite autour de (136108) Hauméa en un peu plus de 49 jours, sur une orbite quasi circulaire à la distance de 49 500 km.
La masse totale du système est de 3,9 ± 0,1×1021 kg ; le satellite comprendrait jusqu'à 1 % de cette masse, soit environ 4×1019 kg[réf. nécessaire].
Le spectre de la surface du satellite présente les caractéristiques de la glace d'eau. Il fut vraisemblablement formé après l'impact de Haumea avec un autre corps, hypothèse étayée par l'existence d'une famille de petits objets partageant des éléments orbitaux de Hauméa,.

## Découverte
Hiʻiaka fut découvert à la suite de plusieurs observations réalisées entre le 26 et le 30 janvier 2005 par l'équipe de Mike Brown à l'aide du télescope à optique adaptative de l'observatoire Keck.

## Nom
Le corps fut initialement désigné par S/2005 (2003 EL61) 1. Il prit sa dénomination actuelle (136108) Hauméa I Hiʻiaka, ou en forme courte simplement Hiʻiaka ou Hauméa I, lorsque Hauméa reçut son appellation définitive.